# Gauze
Gauze è il primo album del gruppo giapponese dei Dir En Grey, prodotto sotto etichetta major.
L'album è stato prodotto da Yoshiki Hayashi degli X Japan.
L'album presenta un sound tipico delle band indie visual kei, seppur differenziandosi leggermente dalle altre band , grazie al sound melodico e di impostazione più heavy.
L'album è subito un successo, dando così ai Dir en grey grande notorietà in tutto il territorio nazionale.

## Tracce
Tutti i brani sono testo di Kyo e musica dei Dir en grey.
Dopo il titolo è indicata fra parentesi "()" la grafia originale del titolo.
1. Gauze -mode of adam- (Gauze -mode of adam-?) - 2:07
2. Schwein-no isu (Schwein-の椅子?) - 3:31
3. Yurameki (ゆらめき?) - 5:05
4. Raison Detre (Raison Detre?) - 4:48
5. 304, Gousitu, Hakusi No Sakura (304号室、白死の桜;?) - 5:18
6. Cage (Cage?) - 5:35
7. Mitsu No Tsuba (Mitsu No Tsuba?) - 5:08
8. Mazohyst Of Decadence (Mazohyst Of Decadence?) - 9:22
9. Yokan (予感?) - 4:39
10. Mask (Mask?) - 4:26
11. Zan (残?) - 5:03
12. Akuro No Oka ((アクロの丘?) - 9:24
13. Gauze -Mode Of Eve- (Gauze -Mode Of Eve-?) - 0:04

## Formazione
- Kyo (京?, Kyo): voce
- Kaoru (薫?, Kaoru): chitarra
- Die (Die?): chitarra
- Toshiya (Toshiya?): basso
- Shinya (Shinya?): batteria